# Järnvägsolyckan i Glenbrook 1976
Järnvägsolyckan i Glenbrook inträffade på natten den 16 januari 1976 i Glenbrook i New South Wales i Australien då ett godståg krockade med ett stillastående persontåg bakifrån. En person omkom och ytterligare tio skadades.